# Jenni Sidey-Gibbons
Jennifer Anne MacKinnon Sidey-Gibbons más conocida como Jenni Sidey-Gibbons (Calgary, 3 de agosto de 1988) es una astronauta, ingeniera y académica canadiense. Fue seleccionada por la Agencia Espacial Canadiense como uno de los dos miembros del grupo CSA 2017.

## Temprana edad y educación
Nació en Calgary, Alberta. Su interés por la ciencia fue apoyada por su madre, quien a menudo la llevaba a museos y encontró modelos a seguir en los campos de la ciencia y la ingeniería. Su tío, un ingeniero civil, también la involucró en tareas de diseño. 
Tiene una licenciatura con honores en Ingeniería Mecánica de la Universidad McGill. Mientras estuvo en McGill, llevó a cabo una investigación en colaboración con la Agencia Espacial Canadiense (CSA) y el Laboratorio de Investigación de Vuelo del Consejo Nacional de Investigación sobre la propagación de llamas en microgravedad. Luego completó un doctorado en 2015 en ingeniería en Jesus College, Cambridge, donde se centró en la combustión bajo la supervisión del profesor Nondas Mastorakos.
En 2018, se casó con el psicólogo británico Chris Gibbons, a quien había conocido mientras estaba en la Universidad de Cambridge, y ambos tomaron el apellido de casados de Sidey-Gibbons.

## Carrera académica
Antes de unirse a la Agencia Espacial Canadiense, trabajó como conferencista en motores de combustión interna en el Departamento de Ingeniería de la Universidad de Cambridge. El enfoque de su investigación fue sobre las llamas de baja temperatura (llamas frías y combustión LEVE) y sus efectos sobre los contaminantes y las emisiones en la combustión de turbinas de gas. Este trabajo ayuda al desarrollo de combustores de bajas emisiones para motores de turbina de gas.
También enseñó a estudiantes de pregrado y posgrado en la División de Energía, Mecánica de Fluidos y Turbomáquinas en temas que van desde la producción de energía convencional y alternativa hasta la introducción a la termodinámica y la física de llamas.
Además de estas responsabilidades formales, también actuó activamente como modelo a seguir para las mujeres jóvenes que estaban considerando carreras técnicas en campos relacionados con la ciencia. En particular, es la cofundadora del capítulo de Cambridge de Robogals, una organización internacional dirigida por estudiantes que tiene como objetivo inspirar y capacitar a las mujeres jóvenes para que estudien ciencia, tecnología, ingeniería y matemáticas (STEM) a través de iniciativas divertidas y educativas. A través de este trabajo, ha enseñado programación a más de 3.000 niñas en todo el Reino Unido.
En 2016 recibió el premio a la Joven Ingeniera del Año de la Institución de Ingeniería y Tecnología, así como el Premio a la Joven Ingeniera del Año de la Real Academia de Ingeniería.

## Carrera en la Agencia Espacial Canadiense
Fue seleccionada por la Agencia Espacial Canadiense para recibir entrenamiento como astronauta como parte del Grupo CSA 2017, la cuarta campaña canadiense de reclutamiento de astronautas.
En julio de 2017 se trasladó a Houston, Texas, para completar el Programa de Formación de Candidatos a Astronauta de la NASA de dos años en el Centro Espacial Johnson. Está entrenando junto con el Grupo 22 de Astronautas de la NASA.